# František Niedl
František Niedl (* 7. dubna 1949 České Budějovice) je český spisovatel historických románů a detektivních příběhů.

## Život
Vystudoval SPŠ elektrotechnickou. Pracoval jako elektromontér, obsluhoval vodní elektrárny, byl učitelem v autoškole a majitelem cestovní kanceláře. V současné době se věnuje budování jachetního klubu na Lipně a literární činnosti. Je ženatý a má 2 syny.
První knihu (Skleněný vrch) vydal v roce 1989. Poté se věnoval podnikání a k psaní románů se vrátil na začátku 21. století. Jeho specifikou je psaní románů v sériích. U historických románů jde o sérii Rytíři z Vřesova (ze začátku 14. století), Platnéř (z konce 14. století), Hynek Tas z Boru (začátek 15. století). Ke každé knížce čte reálie a dějinné okolnosti, které respektuje. U detektivních thrillerů pak jde o sérii s hlavním hrdinou Pavlem Venclem (2. světová válka a doba těsně po ní) a Michaelem Dabertem (současnost).